# Alexandru Lascae

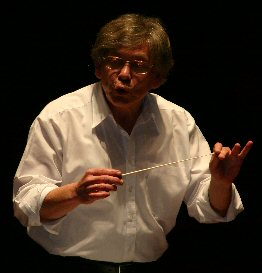
Dirigent Alexandru Lascae

Alexandru Lascae (Boekarest, 12 december 1942 - Delft, 6 november 2009) was een Roemeens dirigent en violist die zich in 1969 in Nederland vestigde.

## Biografie
Aan het conservatorium in Boekarest studeerde hij viool en kamermuziek, waarna hij zijn studies in Brussel vervolgde. Hier won hij een groot aantal prijzen in de categorie kamermuziek. In 1969 vestigde hij zich in Nederland en werd tweede concertmeester van het Haagse Residentie Orkest en primarius van het Residentie Strijkkwartet. Dit concerteerde door heel Europa en won in Colmar, Frankrijk de eerste prijs bij een internationaal muziekconcours. Lascae trad als solist regelmatig op in Roemenië, Nederland, België, Spanje en Italië. 
Onder Franco Ferrara, Neeme Järvi en Kirill Kondrasjin volgde hij de opleiding tot dirigent. In 1980 debuteerde hij als dirigent bij het Residentie Orkest, dat hij daarna regelmatig dirigeerde.
Van 1980 tot 2000 was hij artistiek leider en vaste dirigent van het Arion Ensemble. Hiermee debuteerde hij in het Concertgebouw in Amsterdam. Vele concerten en televisieoptredens volgden, zowel in Nederland als in het buitenland (België, Noorwegen, Rusland, Duitsland, Egypte, Frankrijk), vaak met solisten als Isabelle van Keulen, Jaap van Zweden, Godfried Hoogeveen en Emmy Verhey. Lascae was bovendien artistiek leider en vaste dirigent van Musica Ducis (voorheen Het Brabants Kamerorkest). 
In 1990 keerde hij terug naar Roemenië, waar hij het Filharmonisch orkest "George Enescu" in Boekarest, het Transilvania Philharmonic in Cluj, het Banatul Philharmonic in Timisoara en de Filharmonische orkesten in Brasov en Tirgu Mures dirigeerde. Sinds 1991 dirigeerde hij ieder jaar het Moldova Philharmonic in Iasi (Roemenië). Lascae werd in 1995 vaste gastdirigent bij het Iasi Philharmonic, vanaf 1998 was hij de chef-dirigent. Met dit orkest met koor gaf hij ieder jaar concerten in Duitsland en Nederland. Lascae werkte sinds 1987 ook samen met het "Hellas-Orchestra" uit Patras (Griekenland). Met het Moldova Philharmonic nam hij voor Ottavo op vijf cd’s het complete orkestrale werk op van George Enescu, een wereldpremière. Met andere orkesten nam hij nog 15 cd's op.
Hij was als docent verbonden aan het Koninklijk Conservatorium (Den Haag) en vaste dirigent van het conservatoriumorkest Atheneum. Ook was hij de vaste dirigent van het Haagse amateur-symfonieorkest Bellitoni.
Alexandru Lascae overleed op 6 november 2009 na een kortstondig ziekbed.
- Bibliothèque nationale de France: cb15927115t (data)
- Gemeinsame Normdatei: 136651100
- International Standard Name Identifier: 0000 0000 8396 5772
- Library of Congress Control Number: n94095410
- MusicBrainz: 7e9fd9ad-1508-43b8-9bea-8e657c2b966f
- Nederlandse Thesaurus van Auteursnamen: 403906660
- Virtual International Authority File: 78789555
- WorldCat: E39PBJrrykVrYBMD7fFXvvxxDq